# Matteo Sobrero
Matteo Sobrero (Alba, 14 de mayo de 1997) es un ciclista profesional italiano, miembro del equipo Red Bull-BORA-hansgrohe.

## Palmarés
2017 (como amateur)
- 1 etapa de la Vuelta al Bidasoa

2018
- Coppa della Pace

2019
- Gran Premio Palio del Recioto[2]

2021
- Campeonato de Italia Contrarreloj

2022
- 1 etapa del Giro de Italia

2023
- 3.º en el Campeonato de Italia Contrarreloj
- 1 etapa de la Vuelta a Austria

## Resultados en Grandes Vueltas y Campeonatos del Mundo
| Carrera              | Carrera              | 2018 | 2019 | 2020 | 2021 | 2022 | 2023 | 2024 |
| -------------------- | -------------------- | ---- | ---- | ---- | ---- | ---- | ---- | ---- |
|                      | Giro de Italia       | —    | —    | 76.º | 61.º | 70.º | —    | —    |
|                      | Tour de Francia      | —    | —    | —    | —    | —    | —    | 60.º |
|                      | Vuelta a España      | —    | —    | —    | —    | —    | 86.º | —    |
| Mundial Contrarreloj | Mundial Contrarreloj | —    | —    | —    | 21.º | 15.º | —    | —    |

—: no participa
Ab.: abandono